# Cartaletis libyssa
Cartaletis libyssa là một loài bướm đêm thuộc họ Geometridae. Nó được tìm thấy ở châu Phi.

## Phụ loài
- Cartaletis libyssa libyssa
- Cartaletis libyssa ethelinda (Kirby,1896) (Tanzania và Kenya)